# Alban Spitz
Alban Spitz (* 6. April 1906 in Minseln; † 20. Januar 1996 in Rheinfelden (Baden)) war ein deutscher Maler, Zeichner, Holzschneider, Glasmaler, Verfasser kunstphilosophischer Schriften und alemannischer Mundarttexte.

## Leben und Werk
Alban Spitz war der Sohn des Landwirts und Schmieds Hermann Spitz (1863–1948) und dessen Frau Anna, gebürtige Lützelschwab (1871–1942). Er wurde geboren und wuchs auf in dem kleinen Dorf Minseln auf dem Dinkelberg, einem unmittelbar an den Hochrhein anschließenden Höhenzug am Südrand des Schwarzwalds.
Bereits in seiner Volksschulzeit in Minseln von 1912 bis 1920, während der er von seinem Lehrer Heinrich Eckert im Zeichnen gefördert wurde, reifte in ihm der Entschluss, Kunstmaler zu werden. Der Vater wollte jedoch, dass er einen Brotberuf erlerne, daher begann er 1921 eine Malerlehre in der Firma August Kempf in Waldshut, die er 1924 abschloss. 1925 blieb er aufgrund einer Erkrankung in Minseln. Im folgenden Jahr arbeitete er als Geselle in Waldshut bei dem Kirchenmaler Carl Bertsche (1885–1942), wurde dort unter anderem eingesetzt in Todtnau, Wiechs (Ortsteil von Schopfheim) und auf dem Notschrei (an der Passstraße von Kirchzarten nach Todtnau).
Ab 2. November 1926 nahm er ein Studium in der Zeichenklasse an der Karlsruher Kunstschule auf, zunächst bei Georg Scholz, wo er mehrere kleinere Ölbilder anfertigte, 1927 dann bei Ernst Würtenberger (Holzschnitte) und Karl Hubbuch (Zeichnen).
Ab 1928 war Spitz als freier Künstler tätig. Sein vielfältiges Werk kann in mehrere Schaffensperioden gegliedert werden. Zunächst befasste er sich vor allem mit Holzschnitten, half jedoch nebenher im väterlichen Landwirtschaftsbetrieb mit. 1930 wurden beim Kunstverein Freiburg im Breisgau erstmals Arbeiten von Spitz ausgestellt. Von 1940 bis 1945 diente er als Fliegerabwehrsoldat in Deutschland, von 1945 bis 1946 war er in Kriegsgefangenschaft in Ungarn und Rumänien.
Zurückgekehrt nach Minseln widmete er sich in den Nachkriegsjahren um 1950 zunächst der Aquarellmalerei.
1948 heiratete er Antonie Hirtle (geb. 2. September 1923), am 18. August 1953 dann Tina Forkel aus Sonneberg (Thüringen) (1908–1978). 1954 fertigt er einige Hinterglasbilder an, ab 1956 war sein Werkschwerpunkt die Ölmalerei. 1959 entstanden einige Monotypien (Einmaldrucke) und Zeichnungen, ab 1980 auch einige kleinere abstrakte Ölgemälde. Besonders bekannte typische Motive von Spitz’ Gemälden sind seine in düsteren Braun- und Grüntönen gehaltenen Schwarzwaldlandschaften und -ansichten, oft Dämmerungs-, Mondlicht- und Nebelszenerien. Ein Vorbild von Alban Spitz war der Schwarzwaldmaler Hans Thoma.
1978 wurde Spitz die Johann-Peter-Hebel-Plakette verliehen. In seinem Heimatdorf Minseln wurde postum die Alban-Spitz-Halle nach ihm benannt. Mehrere größere Ausstellungen würdigten bisher sein Werk, zuletzt anlässlich der 100. Wiederkehr seines Geburtstages 2006 in Lörrach („Alban Spitz – Ölbilder und Holzschnitte“, Museum am Burghof, Hebelsaal), Minseln („Alban Spitz und sein vielseitiges künstlerisches Schaffen“, Dinkelbergmuseum) und Rheinfelden („Alban Spitz – Heimat und Moderne. Seine Lehrjahre in Karlsruhe“, 17. September 2006–29. April 2007, Stadtmuseum im Haus Salmegg). Eine vollständige Aufarbeitung seines umfangreichen Werkes steht noch aus. Sein nachgelassenes Werk (darunter mehrere hundert Gemälde, Zeichnungen und Holzschnitte, umfangreiche Tagebuchbände, sowie Fotografien) betreut heute zu großen Teilen das Dreiländermuseum in Lörrach, mit dessen Sammlung regionaler Kunst Spitz sich bereits zu Lebzeiten intensiv auseinandergesetzt hatte. Ein kleinerer Teil seiner Werke befindet sich in verstreutem Privatbesitz.

## Schriften
(chronologisch nach Ersterscheinungsjahr geordnet, kein Anspruch auf Vollständigkeit)
- Mi Heimet: Holzschnitte und Verse in alemannischer Mundart. Selbstverlag, Minseln 1933 (Nachdruck: 1990).
- D'r Wald: Holzschnitte und Verse in alemannischer Mundart. Selbstverlag, Minseln 1934 (Nachdruck: um 1990).
- S' riich Läebe vom Johannes Thoma. Alban Spitz, Rheinfelden 1974.
- Des Menschen los: Gedichte. Selbstverlag, Minseln 1979.
- O daß es Nacht wird: nach Art der Haiku und Senryū allerhand angesprochen. Selbstverlag, Minseln 1979.
- Das Erdenleben Jesu: Holzschnitte und Verse. Privatdruck d. Ev. Johannesgemeinde, Minseln 1983.
- S Chatzeschtriiche will vrschtande si: Holzschnitte und Verse in alemannischer Mundart. Selbstverlag, Minseln um 1990.
- Persönlichkeiten und Originale in Minseln. Förderverein Heimatmuseum Dinkelberg, Rheinfelden-Minseln 1999, ISBN 3-00-005485-5
- Mein Leben – Ein Wagnis.